# بوب باتشيكو
بوب باتشيكو (بالإنجليزية: Bob Pacheco)‏ هو سياسي أمريكي، ولد في 1934. نشط حزبياً في الحزب الجمهوري. وقد انتخب عضو جمعية ولاية كاليفورنيا.